# 후쿠오카 대학
후쿠오카 대학(일본어: 福岡大学, Fukuoka University, 복강대학)은 일본 후쿠오카현 후쿠오카시 조난구(城南區)에 있는 사립 대학이다.

## 연혁
후쿠오카 대학의 기원은 1934년에 설립된 후쿠오카 고등 상업학교(福岡高等商業學校)이다. 1949년에 후쿠오카 상과대학(福岡商科大學)으로 승격하였다. 1956년에 학부를 증설하여 후쿠오카 대학으로 개칭되었다.
- 1934년 : 후쿠오카 고등 상업학교 설립.
- 1935년 : 현 나나쿠마(七隈) 캠퍼스로 이전.
- 1944년 : 규슈 전문학교(九州專門學校)를 통합. 규슈 경제 전문학교로 개칭.
- 1946년 : 후쿠오카 경제 전문학교(福岡經濟專門學校)로 개칭.
- 1949년 : 후쿠오카 외사 전문학교(福岡外事專門學校)를 통합해 후쿠오카 상과대학 발족 (학부: 상학부).
- 1956년 : 법경(法經)학부를 증설. 후쿠오카 대학으로 개칭.
- 1959년 : 법경학부를 분리: 법학부, 경제학부.
- 1960년 : 약학부를 설치.
- 1962년 : 공학부를 설치.
- 1965년 : 대학원을 설치 (석사과정).
- 1967년 : 대학원을 설치 (박사과정).
- 1969년 : 인문학부, 체육학부를 설치.
- 1970년 : 이학부를 설치.
- 1972년 : 의학부를 설치.
- 1998년 : 체육학부를 스포츠과학부로 개편.

## 캠퍼스
- 나나쿠마(七隈) 캠퍼스: 대학 본부 캠퍼스.
- 후쿠오카현 후쿠오카시 조난 구(城南區) 나나쿠마(七隈) 8-19-1.
- 히비키노(ひびきの)/기타큐슈 학술연구도시 캠퍼스:
(대학원 공학 연구과 자원순환/환경공학 전공이 사용)
- 후쿠오카 현 기타큐슈시 와카마쓰 구(若松區) 히비키노(ひびきの) 2-1.

## 조직

### 학부
- 인문학부
- 법학부
- 경제학부
- 상학부
- 상학부 제2부 (야간)
- 이학부
- 공학부
- 의학부
  - 의학과 (6년제)
  - 간호학과 (4년제)
- 약학부 (6년제)
- 스포츠과학부

### 대학원
- 인문과학 연구과
- 법학 연구과
- 경제학 연구과
- 상학 연구과
- 이학 연구과
- 공학 연구과
- 의학 연구과
- 약학 연구과
- 스포츠 건강과학 연구과
- 법조 실무 연구과 (법과대학원)

### 부속기관
- 도서관
- 후쿠오카 대학 병원
- 후쿠오카 대학 지쿠시(筑紫) 병원
- 분자 종양학 센터
- 자원 순환/환경제어 시스템 연구소
- 도시공간 정보행동 연구소
- 고기능 물질 연구소
- 간질 분자병태 연구 센터
- 환경과학기술 연구소
- 종합정보처리 센터
- 언어교육 연구 센터
- 국제 센터
- 부속 오호리(大濠) 중학교/고등학교